# Days and Nights in Rocinha
Days and Night in Rocinha is een compositie voor orkest van de Amerikaanse componist Philip Glass.
Goedbeschouwd kan de compositie Bolero van Maurice Ravel gezien worden als een van de eerste werken binnen het genre minimal music; een steeds zich maar herhalende melodie, die de luisteraar (en vaak de uitvoerend musicus) in een trance brengt. De muzikale vorm, de bolero leende zich daar goed voor, het is een opzwepende dans.
Glass wilde voor Russell Davies eenzelfde soort compositie schrijven. Ging Ravel uit van de reeds beschikbare Spaanse dans, Glass vertrekt vanuit zijn genre minimal music en schreef op die basis een werk gebaseerd op muziek gehoord voor en tijdens het carnaval in Rio de Janeiro en met name in de favela Rocinha. Het is een soort samba geworden, met steeds wisselende maatsoorten, die in de westerse klassieke muziek niet zo vaak voorkomen: 14/8, 15/8 en 9/8+4/4. In tegenstelling tot de Bolero van Ravel blijft de dynamiek binnen het werk constant.
Glass schreef de compositie voor Russell Davies als dank voor het feit dat die dirigent vele werken van Glass naar het podium bracht, dan wel opnamen ervan verzorgde.

## Bron en discografie
- Uitgave Orange Mountain Music; Weens Radiosymfonieorkest o.l.v. Dennis Russell Davies; opnamen van de première.